# Zikanita argenteofasciata
Zikanita argenteofasciata är en skalbaggsart som först beskrevs av Friedrich F. Tippmann 1960.  Zikanita argenteofasciata ingår i släktet Zikanita och familjen långhorningar. Inga underarter finns listade i Catalogue of Life.